# Tusitala proxima
Tusitala proxima är en spindelart som beskrevs av Wesolowska, Russel-Smith 2000. Tusitala proxima ingår i släktet Tusitala och familjen hoppspindlar. Inga underarter finns listade i Catalogue of Life.